# 551
551 (DLI) var ett normalår som började en söndag i den julianska kalendern.

## Händelser

### Okänt datum
- Beirut förstörs av en jordbävning och av den tsunami som följer därpå.
- Den gotiske historikern Jordanes verk De origine actibusque Getarum (Om goternas ursprung och bedrifter) publiceras.

## Födda
- Ashina, kinesisk kejsarinna.

## Avlidna
- Jianwen av Liang, kinesisk kejsare.
- Wen av Västra Wei, kinesisk kejsare.